# Леблон, Якоб Кристоф

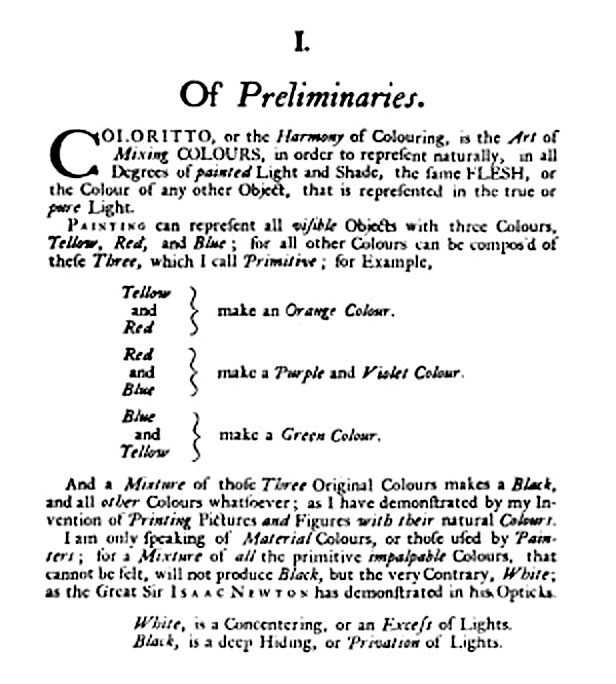
Страница из книги Леблона «Coloritto», изданной в 1725 году, которая описывает трёхцветный способ печати

Якоб Кристоф Лебло́н или Жак Ле Блон (нем. Jakob Christoph Leblon, Jakob Christoffel Le Blon; 2 мая 1667, Франкфурт-на-Майне — 16 мая 1741, Париж) — немецкий художник французского происхождения: рисовальщик, живописец и гравёр, печатник цветных гравюр на меди. Мастер репродукционной гравюры. Известен тем, что изобрёл способ трёх- и четырёхцветной печати гравюр в техниках офорта, резца и меццо-тинто, используя сочетание трёх основных цветов спектра (жёлтого, красного и синего) — в последующем хорошо известного художникам принципа «трёхцветки» (фр. trichromie). Для создания цветного изображения использовались три или четыре металлических «доски» (для каждого цвета своя доска) с последующим совмещением оттисков, дававшим множество цветовых градаций. Изобретённый Леблоном способ заложил основы современной цветной многокрасочной типографской печати (в том числе систем RGB и CMYK).

## Биография
Отец будущего художника Кристоф Ле Блон, известный как «Старший» (1639—1706), происходил из семьи гугенотов, бежавшей в 1576 году из Франции от преследований католиков и осевших во Франкфурте-на-Майне. Он был гравёром по меди и издателем гравюр. Его дед Кристоф Леблон женился на Сусанне Барбаре Мериан, дочери живописца и гравёра Маттеуса Мериана. Есть сведения, что в молодости Леблон обучался у швейцарского живописца и гравёра Конрада Фердинанда Мейера в Цюрихе, однако документальных подтверждений этому нет.
По данным знаменитого историографа Арнольда Хоубракена в 1696—1702 годах Леблон провёл длительное время в Риме, где обучался живописи у Карло Маратты. Там он познакомился с голландским живописцем и гравёром Бонавентурой ван Овербеком, который создал альбом гравюр с видами древностей Рима, опубликованный посмертно в 1708 году и содержащий портрет Овербека, который приписывают Леблону. Предположительно в 1702 году, поощряемый ван Овербеком, Леблон переехал в Амстердам, где работал художником-миниатюристом и гравёром. В 1705 году он женился на Герарде Влоет, от которой у него было двое сыновей.
В 1707 году Леблон выпустил небольшую брошюру на голландском языке о формах человеческого тела. Известно, что в 1708 и 1709 годах он проводил в Амстердаме эксперименты по смешиванию красок, а в 1710 году сделал первые цветные отпечатки последовательно жёлтым, красным и синим. В Амстердаме он познакомился с Арнольдом Хоубракеном, который использовал его знания как источник информации о немецких художниках для своей книги "«Великий театр нидерландских художников и художниц» (De Groote Schouburgh der Nederlantsche Konstschilders en Schilderessen), опубликованной уже после смерти Хоубракена в 1718 году.
Жена Леблона умерла в 1716 году, и в 1717 году Леблон переехал в Лондон, где получил королевские патенты на трёхцветный способ печати гравюр и трехцветное гобеленовое ткачество. Для создания гобеленов Леблон использовал чередование нитей белого, жёлтого, красного, синего и чёрного цветов.

## Изобретение цветной печати

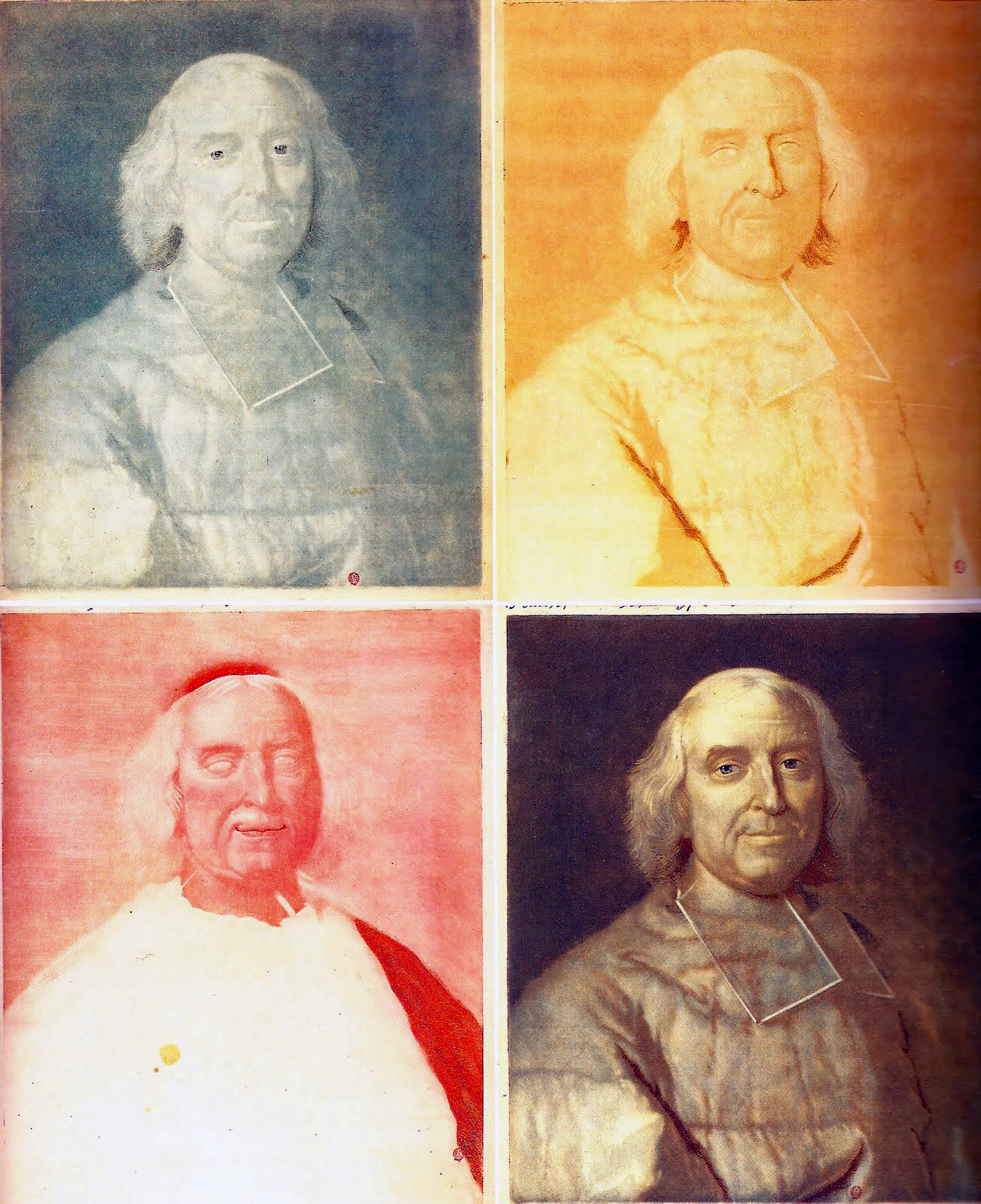
Портрет кардинала де Флёри. 1738. По живописному оригиналу Г. Риго. Оттиски с четырёх досок для последовательного совмещения в цветной полутоновой печати

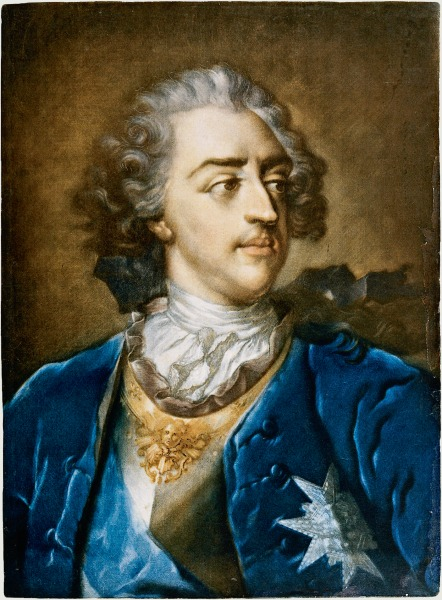
Портрет Людовика XV. 1739. По живописному оригиналу Н. Блекея. Цветная гравюра в четыре доски. Меццо-тинто, резец. Национальная библиотека Франции, Париж

Открытие Исааком Ньютоном в 1704 году эффекта разложения солнечного спектра на семь основных цветов, несмотря на то, что закономерности взаимодействия цветов в природе и красок в живописи имеют существенные различия, дало художникам импульс для поиска новых возможностей рационального построения колорита. Всё, что было достигнуто ранее в цветной ксилографии кьяроскуро и в цветной гравюре на меди, было найдено интуитивно. Леблон решил разработать методику создания цветной гравюры, исходя из рациональных предпосылок. «Он поставил перед собой задачу получить в гравюре на меди полноценное воспроизведение масляной живописи». Вначале Леблон, следуя теории Ньютона, стал разлагать репродуцируемое изображение на семь основных цветов: для каждого цвета своя доска. В дальнейшем, около 1720 года, в результате проведённых опытов, он понял, что тех же результатов можно достичь, используя всего три основных цвета, дающих при оптическом смешении все остальные, это жёлтый, красный и синий. В качестве «рисующей» он использовал доску с синей краской (согласно её светлотным характеристикам), которую печатал вначале, оттискивая затем поверх жёлтую и заканчивая красной. В отдельных случаях самые глубокие тона (тени) он получал четвёртой доской — с тёмно-серой или коричневой краской. Он называл её «доской глубины». Точного совмещения оттисков он добивался с помощью небольших отверстий в углах каждой доски и соответственно выступающих стержней на столе печатного станка.
Иногда Леблон использовал четвёртую пластину для чёрного контура либо, создавая рамки различной формы — прямолинейные, овальные и орнаментированные. Для увеличения контрастности и шкалы тонов, Леблон иногда добавлял от руки прямо на оттисках свинцовые белила, так называемые света́.
Для предотвращения «залипания» краски при многократной печати Леблон вначале в качестве фона использовал меццо-тинто, а при завершении — резец. Всего Леблоном было награвировано около пятидесяти листов с живописных картин разных художников, в том числе по картинам Ван Дейка, Корреджо, Маратти и Карраччи, а также по собственным оригиналам. Для придания внешней схожести с масляной живописью Леблон стал покрывать оттиски слоем блестящей олифы, что со временем сделало бумагу ломкой. Отчасти поэтому до нас дошло крайне мало его произведений.
Изобретение Леблона было мало оценено современниками. Его первые цветные гравюры, выставленные в 1711 году в Амстердаме, не нашли покупателей. Художник был вынужден переехать в Лондон, где традиционно ценили искусство меццо-тинто. Там в 1720 году он создал «Общество трёхцветной печати» и опубликовал несколько проспектов, пропагандирующих свой метод. Он получил королевскую привилегию на «новый метод размножения картин» (англ. new method of multiplying of pictures). Однако в 1723 году общество распалось, а его основатель разорился.
Однако Леблон не сдавался и продолжал своё дело с фанатическим упорством и верой в свою правоту, издавая на английском и французском языках в Лондоне и Амстердаме трактаты с приложением популярного изложения теории Ньютона. Он издал две книги, — первая, вышедшая в 1725 году в Лондоне и написанная им самим с приложением образцов его цветных гравюр, вторая была издана в Париже, в 1756 году, дополненная и с приложением образцов смешения трех основных красок.
В первой книге Леблон утверждал, что «искусство смешивания цветов… в живописи может изображать все видимые объекты тремя цветами: жёлтым, красным и синим; ибо все цвета могут быть составлены из этих трёх, которые я называю примитивными». Леблон также подчёркивал, что «красный и жёлтый образуют оранжевый, красный и синий — пурпурно-фиолетовый, а синий и желтый — зеленый».
Во второй книге Леблон, объяснял, как получить на оттиске разные цвета, смешивая три основных краски, при этом Леблон отмечал необходимым условием, что краски должны быть транспарантными (прозрачными), иначе при наложении оттисков и повторной печати верхняя краска перекроет нижние. Для этого Леблон использовал специальные спиртовые растворители обычных типографских красок.
За время работы в Лондоне Леблон выполнил несколько десятков тиражей трех- и четырехцветных изображений, которые какое-то время пользовались спросом в Англии и на континенте. Однако со временем продажи начали падать, и в 1735 году Леблон перебрался в Париж. В последние годы жизни Леблон выпустил серию гравюр, демонстрирующих различные этапы печатного процесса, например, портрет французского кардинала де Флери. В 1740 году он начал работу над серией анатомических гравюр, на которую у него был солидный список подписчиков. После смерти в 1741 году в Париже он оставил единственной наследницей четырёхлетнюю дочь Маргариту. Подробное описание работ Леблона было опубликовано в 1756 году Антуаном Готье де Мондоржем, который дружил с ним в последние годы его жизни в Париже.

## Дальнейшее развитие принципа цветоделения
Несмотря на появление нескольких последователей во Франции коммерческого успеха Леблон так и не достиг, и до самой смерти ему суждено было пребывать в постоянной бедности. «Способ Леблона» был сложным, поскольку помимо создания специальных «шкал» (пробников), требовался большой опыт в «набивке» краской офортных досок: слишком густая или обильная краска нарушала соотношение цветов и просвечивание тонов. Идею «трёх цветов» Леблон попытался применить к живописи, но это не дало ожидаемого эффекта, поскольку и до него тепло-холодные отношения тонов использовали художники-живописцы. Однако «Процесс Леблона» после его смерти стал практиковаться во Франции в начале-середине XIX века при создании хромолитографий.
Способ Леблона использовался несколько позднее, в офсетной печати и так называемом цветоделении при типографском воспроизведении живописи. Но для этого потребовалась иная методика объективного (цифрового) разделения изображения на цветовые составляющие.
В живописи достижения Леблона в гравюре подхватили художники-импрессионисты и постимпрессионисты, которые создали собственную теорию разделения цветов, основанную на методе Рунге и Шеврёля. Свою «теорию трёхцветки» разрабатывал русский художник К. С. Петров-Водкин и демонстрировал этот метод в большинстве своих картин и акварелей.

## Способ последовательной цветной печати по Леблону

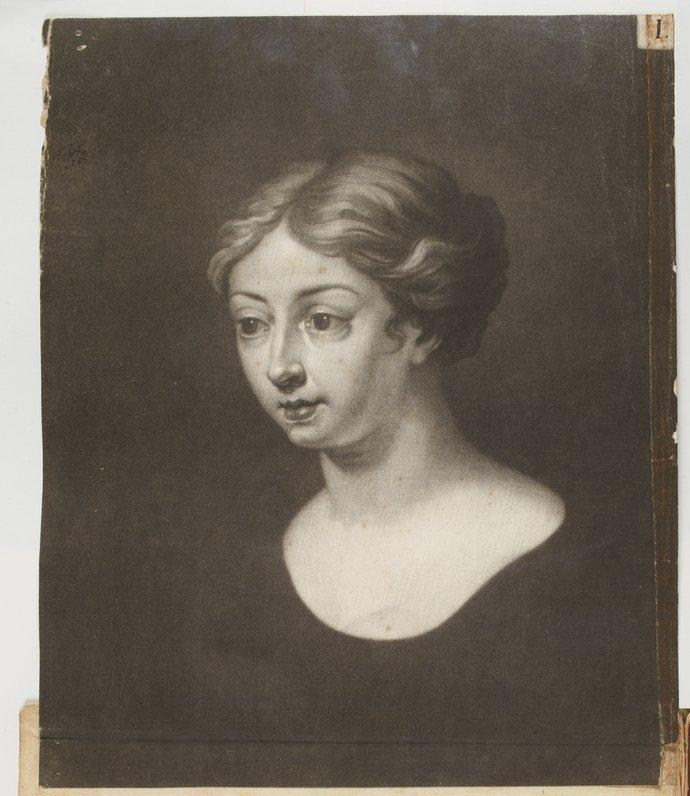
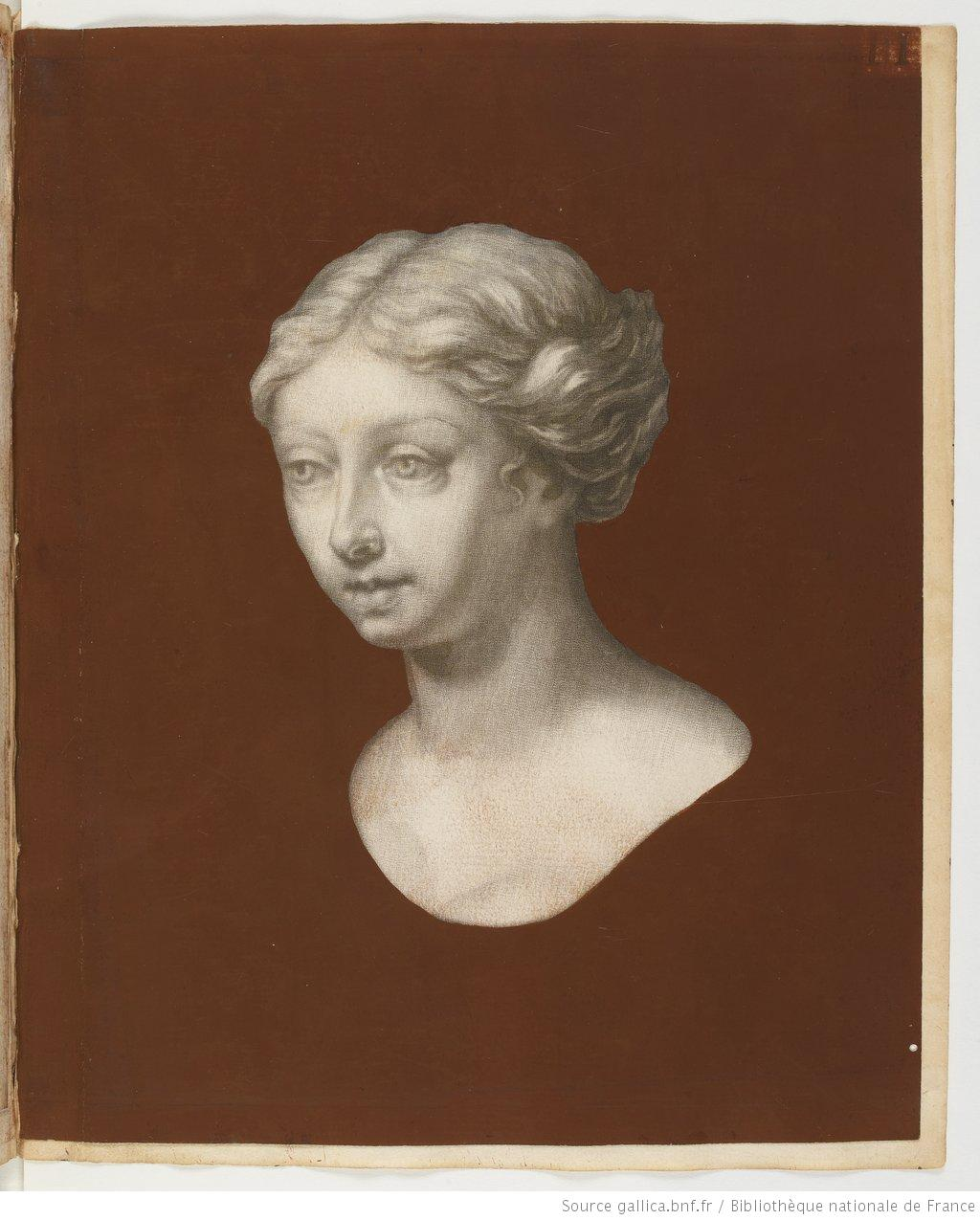
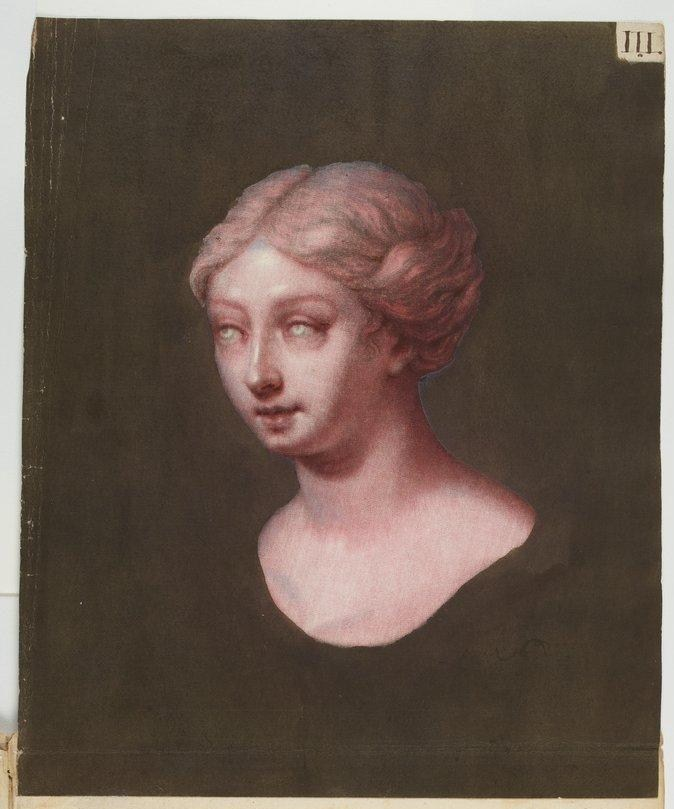
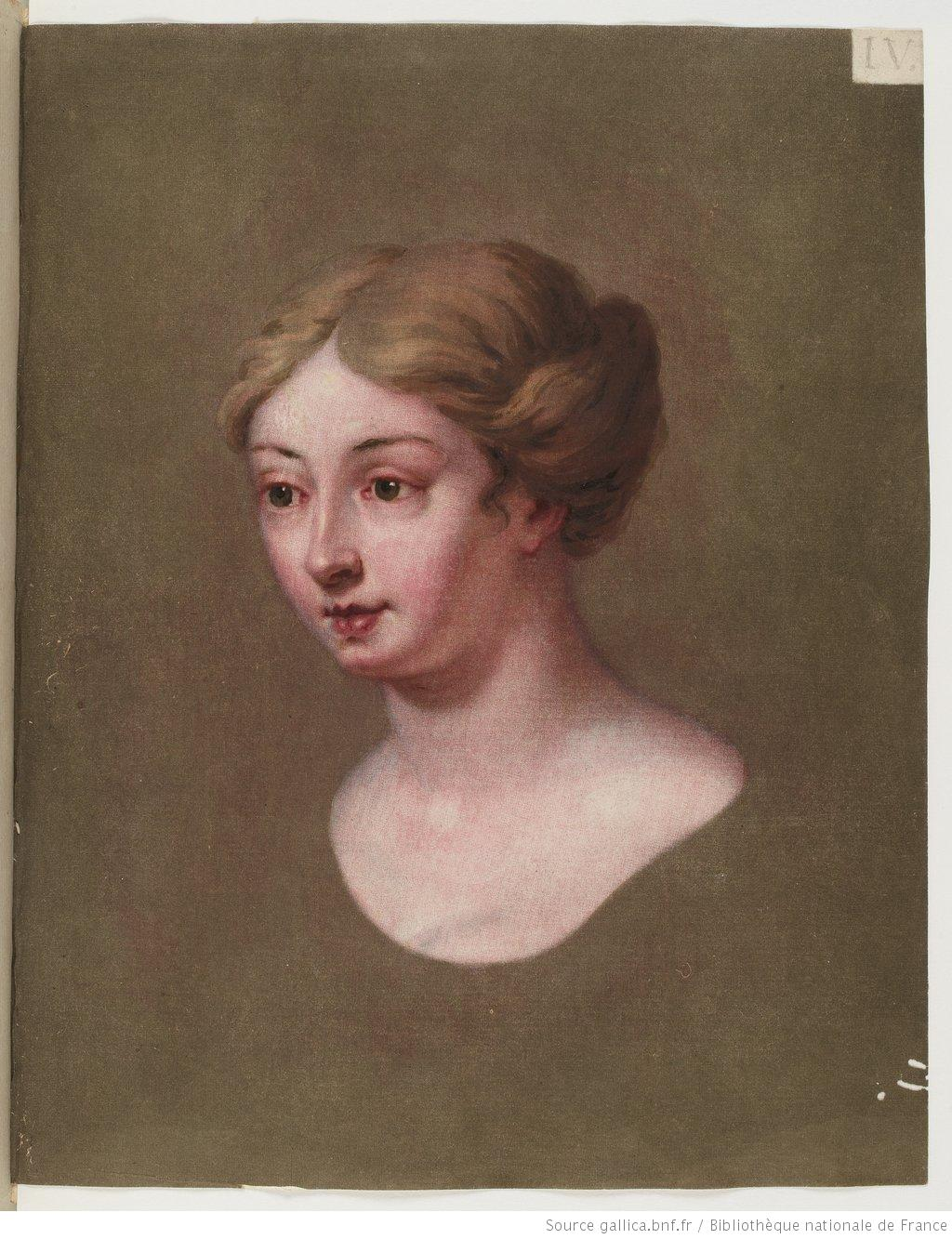
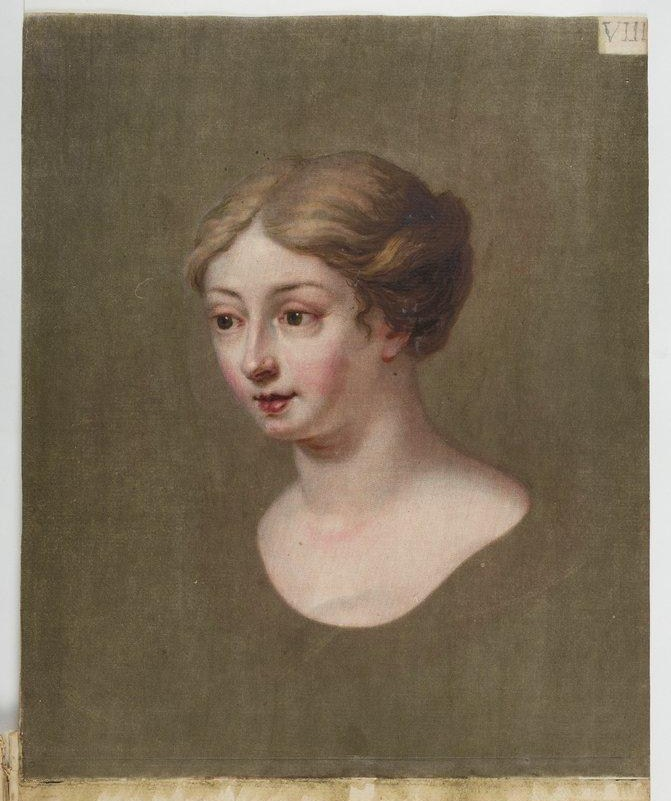